# Lemnagh Beg

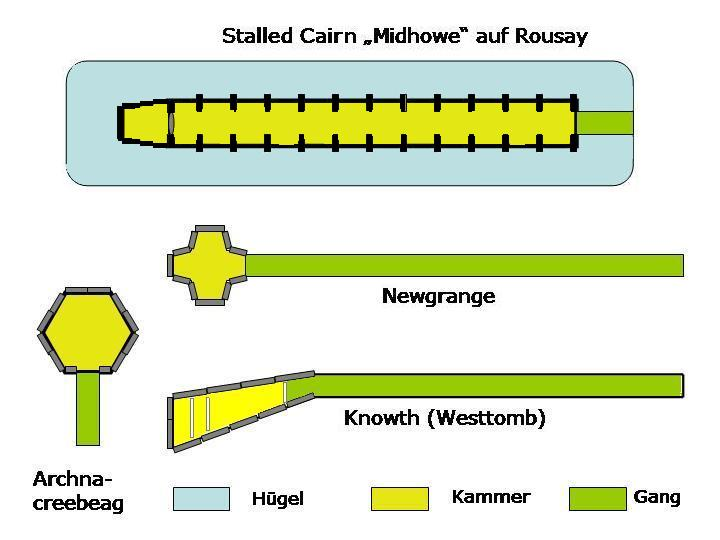
Schema der Passage Tombs

Das Passage Tomb von Lemnagh Beg (auch Cloghaboghil genannt) liegt in den Dünen südlich der Whitepark Road mit Blick auf die Whitepark Bay, westlich von Ballycastle im County Antrim in Nordirland.
Es hat eine Kammer, die aus vier Orthostaten und einem nach Südosten ausgerichteten Deckstein besteht. Der Zugang ist etwa 60 cm und die Kammer ist etwa 80 cm breit. Der gespaltene Deckstein ist etwa 1,6 m lang, 1,0 m breit und 50 cm dick. Das Passage Tomb befindet sich in der Mitte eines über 2,0 Meter hohen, runden Cairns mit einem Durchmesser von etwa 7,0 Metern. An der Nordseite des Denkmals sind mindestens vier Randsteine sichtbar.
Das Denkmal wird als „passage-less“ Passage Tomb (deutsch „gangloses Ganggrab“) eingestuft, da es keinen Gang hat. In dieser Hinsicht ist es den Anlagen von Clegnagh, Craigs, Craigs Lower und Moneydig, alle im County Antrim, ähnlich.
In der Nähe liegt Lemnagh More mit einem Rath mit Souterrain.